# 黄載然
黄載然（ファン・ジェヨン、황재연、1910年 - 1983年3月28日）は、中国の軍人、政治家。朝鮮族。変名は関鍵（クァン・ゴン、관건）、朱海民（チュ・ヘミン、주해민）。

## 生涯
1910年、吉林省双陽県の貧農家庭に生まれ、貧困のため1年半しか教育を受けられず農業に従事した。1931年から吉林大東工廠の工員となる。1933年、中国中央陸軍軍官学校第11期予備班に入学し、1936年に卒業した。またこの間の1935年4月、朝鮮革命幹部学校に第3期生として入学し9月に卒業、7月には朝鮮民族革命党へ入党している。1937年12月、中央軍校星子分校に配属されたが、慢性胃痛のため中断、救亡文工団に参加して中国軍部隊への支援活動を行った。
1938年10月、朝鮮義勇隊に第1区隊員として入隊。1939年春には湖南省北部の前線での抗日宣伝活動中、負傷した中国軍の中隊長を安全地帯まで後送して抗日戦争第9戦区から表彰を受けた。同年7月、湖南省衡陽県南岳の西南遊撃幹部訓練所に入所し、3ヶ月間の訓練後に帰隊した。1940年、義勇隊員の一部を率いて洛陽へ移動。さらに1941年夏には第3次渡河部隊を率いて黄河を渡り華北の八路軍地域に移動、朝鮮義勇隊華北支隊第3隊第2分隊長となった。朝鮮独立同盟・朝鮮義勇軍の発足以降、供給員として物資調達にあたる。1943年、八路軍太岳軍区第385旅司令部にて見習参謀として勤務。1944年、朝鮮革命軍政学校第3区隊副区隊長。1945年8月1日、全宇・蔡国藩の紹介により中国共産党へ入党した。
1945年11月19日、朱徳海らとともにハルビンへ赴き、朝鮮義勇軍第3支隊供給処長に任命された。1946年春、第3支隊は東北民主連軍松江軍区独立第8団へ改編。同年秋、独立第8団参謀長の金延が朝鮮へ帰国したことに伴いその後任に就いた。1948年3月、独立第8団の東北人民解放軍独立第11師第2団への改編時に第2団長に任命される。同年の長春包囲戦では、10月18日に起義を決意して投降してきた国民党軍第60軍軍長の曽沢生を黄載然は自ら解放軍前敵司令部まで護送している。1949年初頭、独立11師の中国人民解放軍第164師への改編時に第164師第491団長。同年7月、第164師供給部長。7月20日以降、第164師は朝鮮民主主義人民共和国へ分散入北し、朝鮮人民軍第5師団に改編された。
黄載然は第5師団後方副師団長に任命されたが、戦闘指揮官ではないことに不満を抱いて辞職。朝鮮戦争中は平壌衛戍警備部長、朝鮮人民軍独立第99連隊長、鉄道師団長、内務省捕虜管理部長などを務めた。第一線で指揮できなかったことを理由に除隊を希望したが認められず、朴一禹を頼ってようやく中国へ戻ることができた。延辺朝鮮族自治州の州長となった朱徳海の助力により、州法院（中級裁判所）副院長、州司法処長、州人民委員会弁公室副主任、副州長、州政協副主席などを歴任した。
1983年3月28日、延吉市において病没。遺言により、彼の遺灰はかつての戦友である尹世胄、陳光華の墓所に運ばれて二人の墓標の間に埋葬され、そこに木が植えられた。

## 備考
黄載然については金炳鎰（変名は関東林）との混同が見られる。金炳鎰は1912年生、平安北道出身で遼寧省新賓県に移住し、1933年に義烈団加入、1934年に朝鮮革命幹部学校第2期卒業、1935年11月22日に南京において病没した。1997年、大韓民国政府から建国勲章愛族章を追贈されている。

## 参考資料
- 延边朝鲜族自治州地方志编纂委员会 編「黄载然」『延边朝鲜族自治州志』 下、中华书局、1996年、1825-1826頁。ISBN 710101528X。
- 강만길; 성대경 編「황재연」『한국사회주의운동인명사전』창작과비평사、1996年、557-558頁。ISBN 8936470302。
- 김중생『조선의용군의 밀입북과 6.25전쟁』（eBook）명지출판사、2017年（原著2000年）。ISBN 8931107447。